# هنوز اینجا هستم (فیلم ۲۰۲۴)
هنوز اینجا هستم (پرتغالی: Ainda Estou Aqui) یک فیلم درام زندگی‌نامه‌ای سیاسی محصول سال ۲۰۲۴ به کارگردانی والتر سالس از فیلمنامه‌ای به نویسندگی موریلو هاوزر و هیتور لورگا است که بر اساس کتاب چاپ ۲۰۱۵ به همین نام اثر مارسلو روبنس پایوا ساخته شده است. در این فیلم فرناندا تورس و فرناندا مونته‌نگرو نقش اونیسی پایوا، مادر و فعالی که در جستجوی شوهر گمشده‌اش در دوران دیکتاتوری نظامی برزیل است را بازی می‌کنند. بلافاصله پس از اکران در سینماهای برزیل در ۷ نوامبر ۲۰۲۴، این فیلم هدف بایکوت ناموفق جناح راست افراطی برزیل قرار گرفت. این فیلم ۲۹٫۹ میلیون دلار فروش فروش داشت در حالی که بودجهٔ تولید آن ۱٫۵ میلیون دلار بود و به پرفروش‌ترین فیلم برزیلی از زمان دنیاگیری کووید-۱۹ تبدیل شد.
این فیلم نخستین نمایش جهانی خود را در ۱ سپتامبر ۲۰۲۴ در هشتاد و یکمین جشنواره بین‌المللی فیلم ونیز داشت که در آن‌جا با تحسین منتقدان همراه بود و به اتفاق آرا نقش‌آفرینی فرناندا تورس را ستایش کردند، و برنده جایزه بهترین فیلم‌نامه جشنواره شد. این فیلم از سوی هیئت ملی بازبینی به عنوان یکی از ۵ فیلم بین‌المللی برتر سال ۲۰۲۴ برگزیده شد. هنوز اینجا هستم در هشتاد و دومین مراسم گلدن گلوب نامزد بهترین فیلم خارجی‌زبان و برندهٔ بهترین بازیگر زن – فیلم درام برای تورس شد. این فیلم در نود و هفتمین دوره جوایز اسکار نامزد جوایز بهترین بازیگر زن (تورس) و بهترین فیلم شد و با کسب جایزه اسکار بهترین فیلم بین‌المللی، نخستین فیلم ساخت برزیل بود که برندهٔ جایزهٔ اسکار شد.

## بازیگران
- فرناندا تورس در نقش اونیسی پایوا
  - فرناندا مونته‌نگرو در نقش اونیسی پایوا (مسن‌تر)
- سلتون ملو در نقش روبنز پایوا